# Mùa bão Tây Nam Ấn Độ Dương 2013-14
Mùa bão Tây Nam Ấn Độ Dương 2013-14 là một sự kiện đang diễn ra trong chu kỳ hàng năm về sự hình thành các xoáy nghịch nhiệt đới sẽ kết thúc vào ngày 30 tháng 6 năm 2014. Mùa bão chính thức bắt đầu vào ngày 01 tháng 7 năm 2013, mặc dù hệ thống nhiệt đới đầu tiên do Météo-Pháp là một nhiễu động nhiệt đới trong thời gian ngắn đã phát triển vào ngày 8 Tháng 7. Tuy nhiên, cơn bão đầu tiên có tên là bão mạnh Amara hình thành trong tháng mười hai. Như vậy đến nay, cơn bão mạnh nhất của mùa bão là cơn bão Bruce, có nguồn gốc từ khu vực Úc và sau đó tăng cường với một cường độ cao với sức gió duy trì tối đa 230 km/h (145 mph), làm cho nó là bão xoáy nhiệt đới đầu tiên ở miền Tây Nam Ấn Độ Dương đạt được cấp độ  bão xoáy nhiệt đới cực mạnh kể từ sau siêu bão Edzani trong năm 2010. Sau đó cơn bão này quay lại vùng biển Úc vào ngày 25 tháng 12 khi nó tiêu tan dần.
Trong khu vực này, các xoáy thuận nhiệt đới và xoáy cận nhiệt đới được giám sát bởi Trung tâm Khí tượng chuyên khu vực trên đảo Réunion, trong khi Mauritius và trung tâm thời tiết Madagascar gán tên của các xoáy thuận nhiệt đới và xoáy cận nhiệt đới.

## Các cơn bão

### Nhiễu động nhiệt đới 98S
Cấp bão (Reunion-Pháp): 25 hải lý / 1 giờ - nhiễu động nhiệt đới. Áp suất:1001 mbar (hPa).
Cấp bão (Hoa Kỳ): không cảnh báo.

### Áp thấp nhiệt đới 01R
Cấp bão (Reunion-Pháp): 30 hải lý / 1 giờ - áp thấp nhiệt đới. Áp suất:1000 mbar (hPa).
Cấp bão (Hoa Kỳ): 35 hải lý / 1 giờ - bão nhiệt đới.

### Bão xoáy nhiệt đới mạnh Amara
Cấp bão (Reunion-Pháp): 110 hải lý / 1 giờ (tương đương 205 km/h)- bão xoáy nhiệt đới cường độ rất mạnh. Áp suất:933 mbar (hPa).
Cấp bão (Hoa Kỳ): 130 hải lý / 1 giờ - Siêu bão cấp 4.

### Bão xoáy nhiệt đới cực mạnh Bruce
Cấp bão (Reunion-Pháp): 125 hải lý / 1 giờ (tương đương 230 km/h) - bão xoáy nhiệt đới siêu mạnh - Áp suất:912 mbar (hPa).
Cấp bão (Hoa Kỳ): 140 hải lý / 1 giờ - Siêu bão cấp 5.

### Bão xoáy nhiệt đới mạnh Bejisa
Cấp bão (Reunion-Pháp): 90 hải lý / 1 giờ - Bão xoáy nhiệt đới rất mạnh. Áp suất:953 mbar (hPa).
Cấp bão (Hoa Kỳ): 105 hải lý / 1 giờ - Bão cấp 3.